# 奥美沙坦
奥美沙坦（英語： (商品名：Benicar (美国)、Olmetec (欧洲)) 是一款血管紧张素II受体拮抗剂药物，用于治疗高血压症。 前体药物奥美沙坦酯在国际市场上以日本第一三共制药生产的品牌、印度基达斯卡迪拉公司（Zydus Cadila）生产的Olmy牌 以及印度兰伯西实验室有限公司生产的Olvance品牌。

## 适应症
奥美沙坦适用于治疗高血压症，可以单独服用也可与其他抗高血压药物组合服用以达到降压效果，也可应用于马歇尔医疗方案（Marshall Protocol）。